# 北翔海莉
北翔 海莉（ほくしょう かいり、3月19日 - ）は、日本の女優・歌手。元宝塚歌劇団星組トップスター。
千葉県松戸市、市立第二中学校出身。身長169.7cm。愛称は「みっちゃん」。

## 来歴
1996年、宝塚音楽学校入学。歌やダンスなどの芸事をほぼ習わないまま試験を受けていたため、入学時は最下位の成績であった。
1998年、宝塚歌劇団に84期生として入団。入団時の成績は10番。宙組公演「エクスカリバー／シトラスの風」で初舞台。
1999年、組まわりを経て月組に配属。
のびやかな歌唱とダイナミックさが魅力の男役として注目を集め、2003年のバウ・ワークショップ「恋天狗」で、バウホール公演初主演。続く「シニョール ドン・ファン」で新人公演初主演。その後も3作連続で新人公演主演を務める。
2006年の「想夫恋」でバウホール公演単独初主演。同年8月21日付で宙組へと組替え。
2011年の「記者と皇帝」（日本青年館・バウホール公演）で東上公演初主演。
2012年7月2日付で専科へと異動。専科異動後は各組に特別出演を続け、スタークラスでは轟悠・水夏希に次ぎ、史上3人目となる5組全組への出演を果たす。同年12月、松戸観光特命大使に就任。
2015年5月11日付で星組へ異動となり、星組トップスターに就任。入団18年目でのトップ就任は、同じく18年目でトップ就任した大空祐飛に次ぐ遅咲きとなった。相手役に妃海風を迎え、同年の「ガイズ&ドールズ」でトップコンビ大劇場お披露目。
歌・ダンス・芝居ともに優れる実力派トップとして活躍したが、2016年11月20日、「桜華に舞え／ロマンス!!」東京公演千秋楽をもって、宝塚歌劇団を妃海と同時退団。
退団後は舞台を中心に活動を続け、2018年に俳優の藤山扇治郎と結婚。
2020年に長男を出産した。

## 宝塚歌劇団時代の主な舞台

### 初舞台
- 1998年3 - 5月、宙組『エクスカリバー』『シトラスの風』（宝塚大劇場のみ）

### 組まわり
- 1998年8 - 12月、雪組『浅茅が宿』『ラヴィール』

### 月組時代
- 1999年3 - 4月、『から騒ぎ』（バウホール）
- 1999年5 - 9月、『螺旋のオルフェ』『ノバ・ボサ・ノバ』 - ドアボーイ、新人公演：ボールソ（本役：大空祐飛）[2]
- 1999年11月、『うたかたの恋』 - ベッセル／グスタフ／従僕／給仕『ブラボー!タカラヅカ』（全国ツアー）
- 2000年2 - 4月、『LUNA』 - 新人公演：ビル（本役：霧矢大夢）『BLUE・MOON・BLUE』（宝塚大劇場のみ）
- 2000年6 - 7月、ベルリン公演『宝塚 雪・月・花』『サンライズ・タカラヅカ』（フリードリッヒシュタット・パラスト劇場）[2][9]
- 2000年8月、『LUNA』 - ビル『BLUE・MOON・BLUE』（博多座）
- 2000年9 - 11月、『ゼンダ城の虜』 - 新人公演：パーシー（嘉月絵理）『ジャズマニア』（宝塚大劇場のみ）
- 2001年1 - 2月、『いますみれ花咲く』『愛のソナタ』 - 新人公演：ニクラウス（本役：汐風幸）（東京宝塚劇場）
- 2001年3月、『Practical Joke（ワルフザケ）』（ドラマシティ・赤坂ACTシアター）
- 2001年5 - 7月、『愛のソナタ』 - 新人公演：ニクラウス（本役：汐風幸）『ESP!!』（宝塚大劇場）
- 2001年8 - 9月、『大海賊』 - デイビッド、新人公演：エドガー（本役：湖月わたる）『ジャズマニア』（東京宝塚劇場のみ）
- 2001年10 - 11月、『大海賊』 - 聞き耳『ジャズマニア』（全国ツアー）
- 2002年1 - 5月、『ガイズ&ドールズ』 - ラスティー・チャーリー、新人公演：ネイサン・デトロイト（本役：大和悠河）
- 2002年6 - 7月、『サラン・愛』 - 趙翼元『ジャズマニア』（全国ツアー）
- 2002年8 - 12月、『長い春の果てに』 - ヴァール、新人公演：クロード（本役：湖月わたる）『With a Song in my Heart』
- 2003年1 - 2月、『恋天狗』（バウホール） - 弥太 バウWS主演[10][8]
- 2003年4 - 8月、『花の宝塚風土記（ふどき）』『シニョール ドン・ファン』 - 代役：ジョゼッペ・ベルゴーニ（本役：霧矢大夢）[注釈 1]、新人公演：レオ・ヴィスコンティ（本役：紫吹淳） 新人公演初主演[11][8][9]
- 2003年11 - 2004年3月、『薔薇の封印』 - 浮浪者／ニコラ、新人公演：フランシス・ド・ブロワ（本役：紫吹淳） 新人公演主演[11]
- 2004年4 - 5月、『ジャワの踊り子』（全国ツアー） - オースマン
- 2004年6 - 10月、『飛鳥夕映え』 - 東漢直要、新人公演：蘇我鞍作（入鹿）（本役：彩輝直）『タカラヅカ絢爛II』 新人公演主演、トリプルエトワール[19]
- 2005年2 - 5月、『エリザベート』 - シュテファン・カロリィ
- 2005年7 - 8月、『BourbonStreet Blues』（バウホール） - ジェフ バウ主演[12][8][9]
- 2005年9 - 12月、『JAZZYな妖精たち』 - ピクシー『REVUE OF DREAMS』
- 2006年2月、『想夫恋（そうふれん）』（バウホール） - 藤原知家 バウ主演[12][8][9]
- 2006年3月、『THE LAST PARTY』（東京芸術劇場） - HOKUSHO／アーネスト・ヘミングウェイ
- 2006年5 - 8月、『暁（あかつき）のローマ』 - オクタヴィアヌス『レ・ビジュー・ブリアン』

### 宙組時代
- 2006年11 - 2007年2月、『維新回天・竜馬伝!』 - 桂小五郎『ザ・クラシック』[8]
- 2007年3 - 4月、『A／L（アール）-怪盗ルパンの青春-』（ドラマシティ・日本青年館・中日劇場） - シャーロック・ホームズ[8]
- 2007年6 - 9月、『バレンシアの熱い花』 - ロドリーゴ・グラナドス[注釈 2]／ラモン・カルドス[注釈 2]『宙 FANTASISTA!』 Wエトワール[8]
- 2007年11月、『THE SECOND LIFE』（バウホール） - ジェイク・アイアン バウ主演[20][8][9]
- 2008年2 - 5月、『黎明（れいめい）の風』 - ブレストン大佐『Passion 愛の旅』
- 2008年7月、『雨に唄えば』（梅田芸術劇場） - リナ・ラモント[8]
- 2008年9 - 12月、『Paradise Prince（パラダイス プリンス）』 - ラルフ・ブラウン『ダンシング・フォー・ユー』
- 2009年2月、『外伝 ベルサイユのばら-アンドレ編-』 - アラン『ダンシング・フォー・ユー』（中日劇場）[8]
- 2009年4 - 7月、『薔薇に降る雨』 - フランシス『Amour それは…』[8]
- 2009年8月、『大江山花伝』 - 渡辺綱『Apasionado!!II』（博多座）
- 2009年11 - 2010年2月、『カサブランカ』 - ルノー大尉[9]
- 2010年3 - 4月、『シャングリラ-水之城-』（ドラマシティ・日本青年館） - 海[9]
- 2010年5 - 8月、『TRAFALGAR（トラファルガー）』 - ウィリアム・ハミルトン『ファンキー・サンシャイン』
- 2010年9月、『銀ちゃんの恋』（全国ツアー） - ヤス[9]
- 2010年11 - 2011年1月、『誰がために鐘は鳴る』 - アンドレス[9]
- 2011年3月、『記者と皇帝』（日本青年館・バウホール） - アーサー・キング・ジュニア 東上初主演[14][9]
- 2011年5 - 8月、『美しき生涯』 - 福島正則『ルナロッサ』
- 2011年10 - 12月、『クラシコ・イタリアーノ』 - マリオ・ブラージ『NICE GUY!!』
- 2012年2月、『仮面のロマネスク』 - フレデリーク・ダンスニー男爵『Apasionado!!II』（中日劇場）
- 2012年4 - 7月、『華やかなりし日々』 - ニック・ウェルズ『クライマックス』

### 専科時代
- 2012年10 - 12月、雪組『JIN-仁-』 - 勝麟太郎（海舟）『GOLD SPARK!-この一瞬を永遠に-』
- 2013年2 - 5月、花組『オーシャンズ11』 - ラスティー・ライアン
- 2013年7 - 10月、月組『ルパン-ARSÈNE LUPIN-』 - モーリス・ルブラン『Fantastic Energy!』
- 2013年11 - 12月、月組『THE MERRY WIDOW』（ドラマシティ・日本青年館） - ダニロ・ダニロヴィッチ伯爵 東上主演[21]
- 2014年1 - 3月、星組『眠らない男・ナポレオン-愛と栄光の涯（はて）に-』 - タレーラン エトワール[2]
- 2014年8 - 11月、花組『エリザベート-愛と死の輪舞（ロンド）-』 - フランツ・ヨーゼフ
- 2015年1月、花組『風の次郎吉-大江戸夜飛翔-』（ドラマシティ・日本青年館） - 鼠小僧次郎吉 東上主演[2]

### 星組トップスター時代
- 2015年6 - 7月、『大海賊』 - エミリオ『Amour それは…』（全国ツアー） トップお披露目公演[2]
- 2015年8 - 11月、『ガイズ&ドールズ』 - スカイ・マスターソン 大劇場トップお披露目公演[2][3]
- 2016年1月、『LOVE & DREAM』（東京国際フォーラム・梅田芸術劇場）
- 2016年3 - 6月、『こうもり』 - ファルケ博士『THE ENTERTAINER!』[3]
- 2016年7月、『One Voice』（バウホール）[3]
- 2016年8 - 11月、『桜華に舞え』 - 中村半次郎（桐野利秋）『ロマンス!! (Romance)』 退団公演[5][3]

### 出演イベント
- 2000年9月、TCAスペシャル2000『KING OF REVUE』
- 2001年4月、真琴つばさディナーショー『TSUBASA伝説』[22]
- 2001年6月、TCAスペシャル2001『タカラヅカ夢世紀』
- 2001年7月、『月組エンカレッジ・コンサート』
- 2003年5 - 6月、紫吹淳ディナーショー『RIKA』
- 2003年6月、TCAスペシャル2003『ディア・グランド・シアター』
- 2003年9 - 10月、紫吹淳コンサート『Lica-Rika／L.R』[23]
- 2004年7月、TCAスペシャル2004『タカラヅカ90』
- 2004年8月、映美くららミュージック・サロン『マイ・スイート・メモリー』[24]
- 2004年12月、彩輝直バウ・パフォーマンス『熱帯夜話』[25]
- 2005年10月、第46回『宝塚舞踊会』
- 2006年9月、TCAスペシャル2006『ワンダフル・ドリーマーズ』
- 2006年9月、貴城けいコンサート『I have a dream』[26]
- 2006年10月、第47回『宝塚舞踊会』
- 2007年9月、TCAスペシャル2007『アロー!レビュー!』
- 2007年9月、『TAKARAZUKA SKY STAGE5th Anniversary Special』
- 2007年10月、第48回『宝塚舞踊会』
- 2008年10月、第49回『宝塚舞踊会』
- 2009年9月、北翔海莉ディナーショー『ALL OF ME』 主演[27]
- 2009年11月、第50回記念『宝塚舞踊会』
- 2009年12月、タカラヅカスペシャル2009『WAY TO GLORY』
- 2010年12月、タカラヅカスペシャル2010『FOREVER TAKARAZUKA』
- 2012年7月、『宝塚巴里祭2012』 主演[28]
- 2013年10月、第52回『宝塚舞踊会』
- 2014年4月、宝塚歌劇100周年 夢の祭典『時を奏でるスミレの花たち』
- 2014年5月、北翔海莉ディナーショー『Music パレット』 主演[29]
- 2014年12月、タカラヅカスペシャル2014『Thank you for 100 years』
- 2015年3 - 4月、北翔海莉ビルボードライブ『Music パレット』 主演[30]
- 2015年9月、第53回『宝塚舞踊会』
- 2015年12月、タカラヅカスペシャル2015『New Century，Next Dream』

## 宝塚歌劇団退団後の主な活動

### 舞台
- 2017年9 - 10月、『パジャマゲーム』（日本青年館・ドラマシティ） - ベイブ・ウィリアムス[31]
- 2017年12月、『～薔薇に魅せられた王妃～現代能 マリー・アントワネット』（国立能楽堂）[32]
- 2018年2月、『恐怖時代／多神教』（三越劇場）[33]
- 2018年5月、『蘭〜緒方洪庵 浪華の事件帳〜』（大阪松竹座・新橋演舞場） - 楽人の姫 東儀左近[34]
- 2018年12月、『海の上のピアニスト』（天空劇場） - ノヴェチェント
- 2019年3 - 4月、『ふたり阿国』（明治座） - 阿国[35]
- 2019年6 - 7月、『CLUB SEVEN ZERO II』（シアタークリエ・ビレッジホール・ドラマシティ）[36]
- 2019年7月、『怪談 牡丹燈籠』（三越劇場） - お峰[37]
- 2019年10月、『ハムレット』（天空劇場） - ガートルード[38]
- 2019年11月、『海の上のピアニスト』（天空劇場） - ノヴェチェント[39]
- 2020年1 - 2月、『bare-ベア-』（草月ホール） - シスター・シャンテル[40]
- 2021年1月、『NEW YEAR’S Dream』（明治座）[41]
- 2021年4月、『エリザベート TAKARAZUKA25周年スペシャル・ガラ・コンサート』（梅田芸術劇場・東急シアターオーブ） - フランツ・ヨーゼフ[42]
- 2021年6月、『島守の塔』（大田区民ホール・アプリコ大ホール）[43]
- 2021年12月、『KIRARI SHOW ACT☆PARADISE THEATER 夜想曲 ノクターン』（博品館劇場） - アリエス[44]
- 2022年1月、『うたかたのオペラ』（六行会ホール）-メイファ [45]
- 2022年4月、『銀河鉄道999 THE MUSICAL』（日本青年館ホール） - クイーン・エメラルダス[46]
- 2022年4 - 5月、『星の王子さま』（あましんアルカイックホール・あうるすぽっと・デザインホール）薔薇／ヘビ／キツネ[47]
- 2022年9月、『名作語りシリーズ にごりえ』（深川江戸資料館）-お力[48]
- 2023年4 - 5月、『アルジャーノンに花束を』（日本青年館・COOL JAPAN PARK OSAKA） - アリス・キニアン[49]
- 2024年2月、『ジョルジュ＆ミッシェル ショパンを創った、ふたり』（三越劇場）[50]
- 2024年6月、『偐紫田舎源氏』（近鉄アート館）[51]
- 2024年7・10月・2025年1月、松平健芸能生活50周年記念公演（明治座・新歌舞伎座・博多座）[注釈 3][52]
- 2024年9 - 10月、『CLUB SEVEN another place』（シアター1010・有楽町よみうりホール）[53]
- 2024年12月、『RUNWAY』（梅田芸術劇場・KAAT神奈川芸術劇場）[54]
- 2025年2月、『めいぼくげんじ物語 夢浮橋』（東京国際フォーラム） - 大君[55]
- 2025年5月、『ヴィヴァルディ〜四季』（新国立劇場）[56]
- 2025年10月、『CLUB SEVEN another place II』（よみうりホール・サンケイホールブリーゼ）[57]

### ライブ・コンサート
- 2018年6月、『SHOW STOPPERS!!』（東京国際フォーラム）[58]
- 2018年9月、芸能生活20周年記念公演『Challenger!! ザッツ北翔テイメント!!』（バウホール）[59]
- 2019年5月、『I Love Musical～GIFT あなたに贈る詩～』（第一生命ホール）[60]
- 『北翔海莉 with アロージャズオーケストラ』
  - 2020年1月、ビルボードライブ大阪[61]
  - 2021年10月、ビルボードライブ横浜[62]
- 2021年3月、『忘れない～天国の大切なあの人へ～』（Bunkamuraオーチャードホール）[63]
- 2022年9月、『Dramatic City “夢”』（東京建物 Brillia HALL・ドラマシティ）[64]
- 2022年11月、『Dramatic Musical Collection -2022-』（博品館劇場）[65]
- 2023年9月、芸能生活25周年記念公演『THE 北翔まつり』（国立文楽劇場・浅草公会堂）[66]
- 2024年3月、『春の歌祭り～心の花を咲かせましょう～』（倉敷芸文館ホール）[67]
- 2024年7月、『Sentir』（ビルボードライブ横浜・大阪）[68]

### イベント
- 2023年12月、芸能生活25周年記念ディナーショー『ザッツ☆北翔テイメント』（東京會舘）[69]

## 広告・CM出演
- 2006 - 2016年、『加美乃素本舗』[70]

## TV出演
- 2011年12月、フジテレビ『2011 FNS歌謡祭』

## 受賞歴
- 2005年、『宝塚歌劇団年度賞』 - 2004年度新人賞[71]
- 2010年、『宝塚歌劇団年度賞』 - 2009年度努力賞[71]
- 2014年、『宝塚歌劇団年度賞』 - 2013年度努力賞[72]
- 2016年、『宝塚歌劇団年度賞』 - 2015年度優秀賞[73]